# 암모다일
암모다일 또는 왈로, 소말리저빌(Ammodillus imbellis)은 황무지쥐아과에 속하는 설치류의 일종이다. 암모다일속(Ammodillus)의 유일종이다. 에티오피아와 소말리아에서 발견된다. 자연 서식지는 아열대 또는 열대 기후 지역의 건조 저지대 초원이다. 서식지 감소로 위협을 받고 있다.